# Ariel Ibagaza
Ariel Ibagaza, född 27 oktober 1976 i Buenos Aires, är en argentinsk före detta fotbollsspelare (mittfältare) som bland annat spelat i den grekiska klubben Olympiakos, Atlético Madrid och Villarreal. Han är bara 166 cm lång.